# Jarosław Jechorek
Jarosław Jechorek (ur. 31 maja 1961 w Poznaniu) – polski koszykarz, występujący na pozycji środkowego, reprezentant kraju.

## Życiorys
Reprezentował Polskę na pięciu mistrzostwach Europy w Koszykówce: w 1981 (7. miejsce), 1983 (9. miejsce), 1985 (11. miejsce), 1987 (7. miejsce) oraz 1991 (7. miejsce). Sięgał wielokrotnie po tytuły mistrzowskie oraz wicemistrzowskie z zespołami Śląska Wrocław oraz Lecha Poznań. Zakończył karierę z dorobkiem 7676 zdobytych punktów w trakcie 488 gier. Zajmuje aktualnie (2009) 10. pozycję na liście najlepszych strzelców wszech czasów polskiej ligi. Po zakończeniu kariery objął stanowisko dyrektora ds. sportowych w poznańskim klubie.

## Osiągnięcia i wyróżnienia
Drużynowe
- Mistrz Polski (1983, 1984, 1989, 1990)
- Wicemistrz Polski (1982, 1991)
- Brązowy medalista mistrzostw Polski (1985–1988)
- Zdobywca pucharu Polski (1984)
- Awans do I ligi z Lechem Poznań (1981)

Indywidualne
- Zawodnik roku polskiej ligi (1990)
- Zaliczony do I składu najlepszych zawodników polskiej ligi (1983, 1989, 1990)

### Reprezentacja
- Uczestnik:
  - mistrzostw Europy (1981 – 7. miejsce, 1983 – 9. miejsce, 1985 – 11. miejsce, 1987 – 7. miejsce, 1991 – 7. miejsce)
  - trasy reprezentacji Polski po USA (9-20.11.1986)[1]